# Asociación Cristiana de Jóvenes
La Asociación Cristiana de Jóvenes (en inglés: Young Men's Christian Association, YMCA), conocida en algunos países hispanoamericanos como ACJ, es un movimiento social juvenil. Por sus actividades se puede identificar como una de las mayores y más antiguas ONG. Con sede, como alianza mundial, en Ginebra, Suiza, a nivel internacional está integrada por más de 120 organizaciones nacionales autónomas repartidas por los cinco continentes.

## Historia

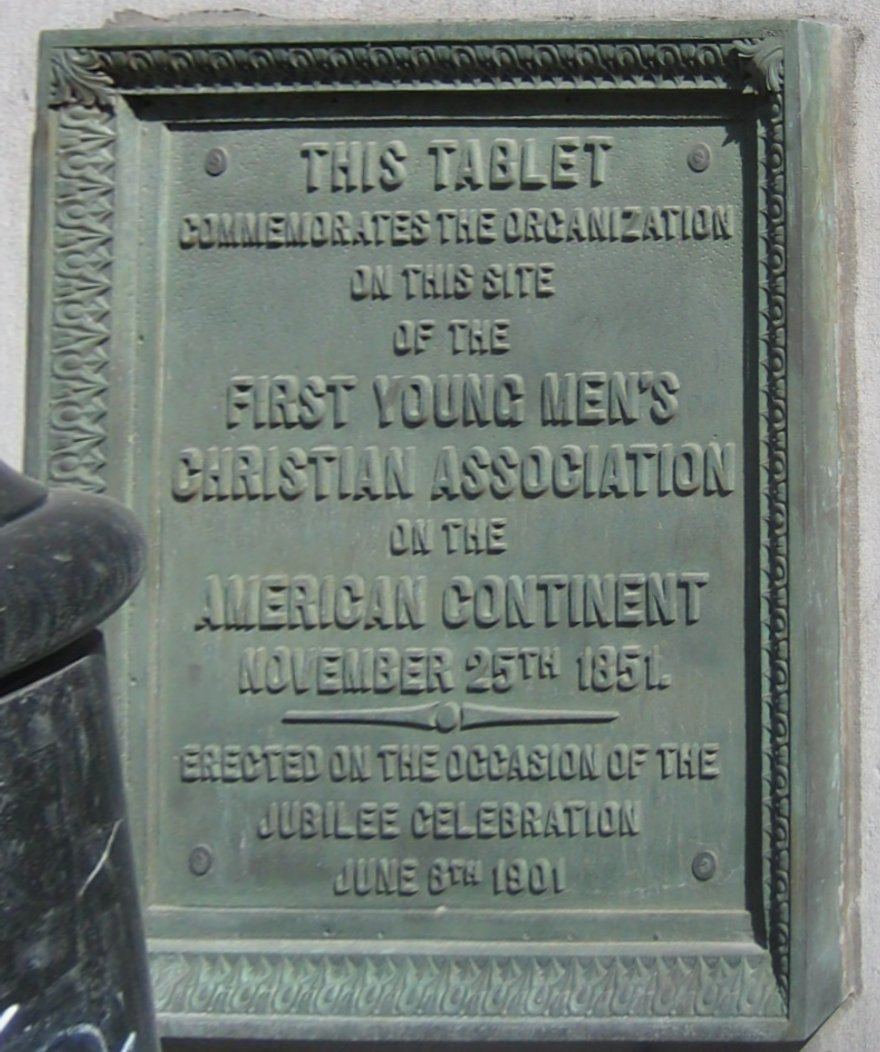
Placa conmemorativa de la primera YMCA americana en Montreal.

Sir George Williams fundó la YMCA el 6 de junio de 1844 en Londres, durante la Revolución industrial, motivado por las duras condiciones del trabajo y la tendencia al juego de azar y a la bebida de los jóvenes trabajadores. El objetivo de Williams y de la YMCA es el desarrollo integral de los jóvenes. En 1851 se crearon las primeras asociaciones americanas en Montreal y Boston. En agosto de 1855 se celebró en París la primera convención internacional. 
Una de las primeras asociaciones en América Latina es la YMCA Argentina, fundada el 6 de mayo de 1902 en la Ciudad de Buenos Aires. Su consideración social a través de los años es notable: el diario La Razón de Buenos Aires, en su edición del 8 de julio de 2011 -sección Ciudad-, publica un "Top 10 de los clubes de barrio" porteños encabezada por esta institución, a la que escoltan en el segundo y tercer puestos el Club Sportivo Barracas y el Club Atlético Palermo, respectivamente. Sin embargo, es más antigua la de México, fundada en 1892. El 6 de abril de 1909 nace la ACJ - YMCA en Montevideo (Uruguay) y en 1912 abre la YMCA de Valparaíso (Chile).
Durante la Primera Guerra Mundial, la YMCA inglesa viajó al frente para dar apoyo, alojamiento, comida, papel, etc. a los jóvenes soldados.
Deportes de gran popularidad, como el baloncesto y el voleibol, se inventaron a finales del siglo XIX dentro de la YMCA en Estados Unidos. En 1930 profesores de la ACJ - YMCA de Montevideo crearon y reglamentaron el futsal. Estos deportes se difundieron a nivel internacional por sus representaciones. 
En 1946 John Raleigh Mott, presidente de la Alianza Mundial de Asociaciones Cristianas de Jóvenes, recibió el Premio Nobel de la Paz por su labor con los refugiados de guerra. En los años 70 el grupo musical Village People les dedicó un tema pegadizo con coreografía.
La YMCA colaboró activamente con Robert Baden-Powell para la fundación del Movimiento Scout Mundial.

## Imagen
Las organizaciones afiliadas emplean logotipos diversos, utilizando como elemento común un triángulo equilátero apoyado en un vértice, blanco con un borde grueso de color rojo. Este triángulo representa la equidad o equilibrio que busca la asociación infundir en los jóvenes, la importancia de un equilibrio entre el espíritu, la mente y el cuerpo.
En Argentina el logotipo principal está constituido por un círculo colorado con una P y una X (que conforman el símbolo chi rho, antiguo símbolo cristiano compuesto por las dos primeras letras del nombre Cristo en griego), y un triángulo cuyas aristas poseen las inscripciones Alma, Mente y Cuerpo. En el centro, se aprecia una Biblia abierta con la cita bíblica de Juan 17:21 que invita a la unidad fraterna entre los seres humanos, Cristo y Dios.
En Uruguay el isologo mantiene la esencia original, pero se compone por un triángulo equilátero color rojo y suma un patrón rectangular de bordes rectos a su diseño, siguiendo la misma propuesta de la forma geométrica triangular. Ese rectángulo contiene el arte gráfico "ACJ" por el que la Institución es reconocida a nivel local. La tipografía empleada en mayúscula responde a la manera correcta de escribir una sigla y sobre su diseño, también sus artistas rectas concuerdan con el resto de los elementos. Se establece que el triángulo blanco de su interior forma parte de la composición.

## Actividades
La actividad de la YMCA incluye instituciones educativas, residencias, escuelas nocturnas, campamentos juveniles y grupos deportivos. Actividades diversas para edades, economías, culturas y credos distintos en cada zona o país.
Existen universidades cuyo origen se debe a la YMCA, entre ellas la Universidad YMCA en Ciudad de México y sede campestre en Tepoztlán que oferta 12 programas de pregrado, 10 especializaciones, 6 maestrías, y 1 doctorado. Desde 2000, Uruguay cuenta con el Instituto Universitario Asociación Cristiana de Jóvenes que brinda tecnicatura en Fitness, tecnicatura Deportiva en Fútbol, tecnicatura en Deportes, así como maestrías en deportes.